# Overijsselse Bibliotheek Dienst
De Overijsselse Bibliotheek Dienst (OBD) is de Provinciale Ondersteuningsinstelling (POI) van de Nederlandse provincie Overijssel. Zij is gevestigd in Nijverdal. De OBD wordt gesubsidieerd door de provincie Overijssel en zij levert service en bibliotheekinhoudelijke diensten aan Overijsselse openbare bibliotheken. De OBD werkt zonder winstoogmerk aan haar maatschappelijke doelstelling om bibliotheken te ondersteunen bij de verspreiding van cultuur, informatie en educatie. Daarnaast levert de OBD diverse producten op het gebied van lezen, leesbevordering en mediawijsheid aan scholen, zorginstellingen, kinderdagverblijven en leeskringen. In 2013 bestond de OBD 65 jaar en is per 1 juni van dat jaar als zelfstandige organisatie gestopt.
De OBD maakt nu samen met Blauwe Brug en Biblioservice Gelderland onderdeel uit van Rijnbrink. 